# チュニジアラグビー連盟
チュニジアラグビー連盟（アラビア語: الجامعة التونسية للرقبي）はチュニジアのラグビーユニオンの統括団体。1972年に設立され、1986年にラグビーアフリカ連合（現：ラグビーアフリカ）に創設団体として加盟、1988年に国際ラグビー評議会（現：ワールドラグビー）に加盟した。

## チーム
- ラグビーチュニジア代表